# Cieszyn Mnisztwo
Cieszyn Mnisztwo – zlikwidowany przystanek kolejowy w Mnisztwie, w Cieszynie, w województwie śląskim, w Polsce. Znajduje się na wysokości 283 m n.p.m.

## Historia
Wieś Mnisztwo znalazła się w 1888 roku na linii Kolei Miast Morawsko-Śląskich łączącej Morawy i Śląsk Cieszyński – powstała wówczas tutaj mijanka. Dopiero w 1920 roku zaczął funkcjonować przystanek osobowy. W ramach nowego przystanku otwarto budynek mieszczący małą ogrzewaną poczekalnię, mieszkanie obsługi i kasę biletową oraz szalety. W trakcie okupacji niemieckiej przystanek zaczął funkcjonować jako stacja kolejowa. Po drugiej wojnie światowej dodatkowe tory były wykorzystywane tylko jako odstawcze dla składów towarowych. Natomiast stacja ponownie zaczęła funkcjonować  jako przystanek osobowy. Do czasu elektryfikacji zlokalizowane były dwa tory dodatkowe, później pozostawiono tylko jeden tor dodatkowy. 
Wówczas wybudowany zostały nowy peron o nawierzchni z płyt chodnikowych. W następnej dekadzie zlikwidowano tor dodatkowy. Przed przystankiem odgałęziała się bocznica spółdzielni rolniczej. W 1998 roku została zlikwidowana kasa biletowa. Z czasem budynek uległ zdewastowaniu i ostatecznie wszystkie zabudowania rozebrano we wrześniu 2013 roku. W ramach prac związanych z rewitalizacją linii kolejowej zaplanowała została likwidacja przystanku. W marcu 2020 roku rozebrano ostatnie pozostałości przystanku jaką był peron.